# RASL11B
RASL11B (англ. RAS like family 11 member B) – білок, який кодується однойменним геном, розташованим у людей на короткому плечі 4-ї хромосоми.  Довжина поліпептидного ланцюга білка становить 248 амінокислот, а молекулярна маса — 27 508.
| 10         |  | 20         |  | 30         |  | 40         |  | 50         |
| ---------- |  | ---------- |  | ---------- |  | ---------- |  | ---------- |
| MRLIQNMCTI |  | AEYPAPGNAA |  | ASDCCVGAAG |  | RRLVKIAVVG |  | ASGVGKTALV |
| VRFLTKRFIG |  | DYERNAGNLY |  | TRQVQIEGET |  | LALQVQDTPG |  | IQVHENSLSC |
| SEQLNRCIRW |  | ADAVVIVFSI |  | TDYKSYELIS |  | QLHQHVQQLH |  | LGTRLPVVVV |
| ANKADLLHIK |  | QVDPQLGLQL |  | ASMLGCSFYE |  | VSVSENYNDV |  | YSAFHVLCKE |
| VSHKQQPSST |  | PEKRRTSLIP |  | RPKSPNMQDL |  | KRRFKQALSA |  | KVRTVTSV   |

A: Аланін

C: Цистеїн

D: Аспарагінова кислота

E: Глутамінова кислота

F: Фенілаланін

G: Гліцин

H: Гістидин

I: Ізолейцин

K: Лізин

L: Лейцин

M: Метіонін

N: Аспарагін

P: Пролін

Q: Глутамін

R: Аргінін

S: Серин

T: Треонін

V: Валін

W: Триптофан

Білок має сайт для зв'язування з нуклеотидами, ГТФ. 